# Macronychia dolini
Macronychia dolini är en tvåvingeart som beskrevs av Yu. G. Verves 2005. Macronychia dolini ingår i släktet Macronychia och familjen köttflugor. Inga underarter finns listade i Catalogue of Life.